# Бабенко, Мария Марковна
Мария Марковна Бабенко (15 января 1933, Крысино, Харьковская область — 15 июля 2011, Крысино, Харьковская область) — передовик советского сельского хозяйства, бригадир колхоза «Родина» Богодуховского района Харьковской области, Герой Социалистического Труда (1976).

## Биография
Родилась 15 января 1933 года в селе Крысино Богодуховского района Харьковской области в украинской семье. Получила неполное среднее образование.  
В 1961—1988 годы — бригадир комплексной бригады колхоза «Родина» Богодуховского района Харьковской области. Бригада специализировалась на выращивании сахарной свёклы. 
Бригада отличалась передовым подходом. Постоянно побеждала в социалистических соревнованиях. По итогам восьмой пятилетки Бабенко награждена орденом Октябрьской Революции.       
Указом Президиума Верховного Совета СССР от 24 декабря 1976 года за получение высоких результатов в сельском хозяйстве и рекордные показатели в уборке урожая Марии Марковне Бабенко было присвоено звание Героя Социалистического Труда с вручением ордена Ленина и медали «Серп и Молот». 
Позже продолжала трудиться в колхозе. Избиралась депутатом Харьковского областного совета депутатов и Богодуховского районного совета депутатов[когда?]

. 
Проживала в родном селе. Умерла 15 июля 2011 года.

## Награды
- Медаль «Серп и Молот» (24.12.1976);
- дважды орден Ленина (08.12.1973, 24.12.1976);
- Орден Октябрьской Революции (08.04.1971);
- Орден Дружбы народов (07.07.1986);
- Медаль «За трудовую доблесть» (31.12.1965);
- другие медали.